# Quần đảo Mã Lai
Quần đảo Mã Lai hay Đông Nam Á hải đảo, các sách sử cũ của Việt Nam thường phiên là Nam Dương (chữ Hán: 南陽) là một quần đảo lớn nằm giữa Đông Nam Á đại lục (Đông Dương) và Australia. Chắn ngang Ấn Độ Dương và Thái Bình Dương, nhóm đảo này chứa khoảng 20.000 đảo và là quần đảo lớn nhất trên thế giới theo diện tích, bao gồm lãnh thổ của các quốc gia như Indonesia, Philippines, Singapore, Brunei, Malaysia, Timor Leste và phần lớn Papua New Guinea. Tuy nhiên, có các ý kiến về việc loại trừ quốc gia liệt kê cuối cùng trên đây ra khỏi khái niệm quần đảo Mã Lai vì các lý do văn hóa và địa lý: Papua New Guinea về mặt văn hóa là hoàn toàn khác biệt với các quốc gia còn lại trong khu vực này và đảo New Guinea tự nó về mặt địa lý không phải là một phần của châu Á như là các đảo của thềm Sunda (xem thêm châu Úc).
Quần đảo này đôi khi còn biết đến dưới tên gọi Đông Ấn, nhưng một số tác giả áp dụng nghĩa rộng hơn cho thuật ngữ này bằng cách gộp cả Đông Dương, tiểu lục địa Ấn Độ và thậm chí cả khu vực xa hơn về phía tây như Baluchistan của Iran.
Quần đảo Mã Lai bao gồm nhiều nhóm mà mỗi nhóm đó cũng có thể coi là các quần đảo theo đúng nghĩa đen của từ này. Các nhóm chính là:
- Quần đảo Sunda
  - Quần đảo Sunda Lớn
  - Quần đảo Sunda Nhỏ
- Quần đảo Maluku
- Philippines

Diện tích của quần đảo lớn hơn 2 triệu km² và tổng dân số là trên 300 triệu. Các đảo lớn nhất trong quần đảo này là New Guinea (nếu coi là thuộc quần đảo này), Borneo, Sumatra. Đảo có dân cư đông đúc nhất là Java.
Về mặt địa chất thì quần đảo này rất đáng chú ý, do nó là một trong những khu vực có hoạt động núi lửa mãnh liệt nhất thế giới. Các phay nghịch kiến tạo địa tầng trong khu vực sinh ra một số dãy núi hùng vĩ, lên tới tột đỉnh là đỉnh Kinabalu ở Sabah với độ cao 4.101 m (hay Puncak Jaya ở tỉnh Papua với độ cao 4.884 m, nếu đảo New Guinea cũng coi là thuộc quần đảo này).
Khí hậu trong cả quần đảo, do vị trí rất sát với đường xích đạo, là nhiệt đới. Tuy nhiên, một điều đáng chú ý là ở phía tây nhiều mưa hơn ở phía đông.
Khu vực có tên gọi Đông Nam Á hải đảo, gần trùng về mặt nghĩa với khái niệm quần đảo Mã Lai.